# Joyciline Jepkosgei
Joyciline Jepkosgei (8 december 1993) is een Keniaanse atlete, die zich heeft gespecialiseerd in de lange afstanden op de baan en de weg. Zij maakte naam door op 1 april 2017 in één wedstrijd, de halve marathon van Praag, maar liefst vier wereldrecords te verbeteren, namelijk op de 10 km, 15 km, 20 km en halve marathon. Begin 2020 raakte zij op de laatste afstand haar record kwijt aan de Ethiopische Ababel Yeshaneh.

## Biografie

### Eerste successen
Jepkosgei manifesteerde zich voor het eerst als een atlete van professioneel niveau bij de halve marathon van Nairobi in 2015, waarin zij als vijfde finishte in 1:14.06. Een jaar later wist zij in dezelfde race bijna vijf minuten van die vorige tijd af te halen en eindigde zij in 1:09.09 als tweede achter Valentine Kipketer. Vervolgens maakte zij op 21 mei 2016 haar internationale debuut in Tsjechië tijdens de halve marathon van Karlovy Vary, die zij won in 1:09.07, met welke tijd zij zich bij de 35 beste halve marathon-loopsters ter wereld nestelde. In oktober van dat jaar won ze Marseille-Cassis (20 km) en vestigde hier een parcoursrecord.
In de sterk bezette halve marathon van Ras al-Khaimah, waar landgenote Peres Jepchirchir won in een wereldrecordtijd, maakte Jepkosgei begin 2017 als relatieve nieuweling indruk met een derde plaats in een nieuw PR van 1:06.08 en liep daarmee de zevende snelste tijd ooit op deze afstand.

### Vier records in één klap
Op 1 april 2017 won Jepkosgei de halve marathon van Praag in een wereldrecordtijd van 1:04.52 en verbeterde daarmee het vorige record van Peres Jepchirchir met veertien seconden. Tijdens deze race verbeterde zij en passant ook de wereldrecords op de 10 km, 15 km en 20 km. De 10 km ging in 30.06 (oud Paula Radcliffe met 30.21), de 15 km in 45.40 (oud Florence Kiplagat met 46.14) en de 20 km in 1:01.25 (oud Florence Kiplagat met 1:01.54).
Twee van die vier wereldrecords waren overigens geen lang leven beschoren. Want op 9 september scherpte zij bij de Birell Grand Prix van Praag het 10 km-record verder aan tot 29.43. Hiermee werd zij tevens de allereerste vrouw die de 10 km binnen het halve uur aflegde. Vervolgens liep zij op 22 oktober in Valencia ook nog eens een seconde af van haar eerdere toptijd op de halve marathon en stelde dit wereldrecord op 1:04.51. Zij werd hiermee tevens de eerste Keniaanse die in een half jaar tijd zes wereldrecords vestigde.

### Marathondebuut
In 2018 begon Jepkosgei het seizoen in februari met een vijfde plaats op de halve marathon van Ras al-Khaimah in 1:06.46, gevolgd door een tweede plaats in 1:06.54 op het wereldkampioenschap halve marathon in Valencia in maart. In het landenklassement veroverde het Keniaanse team, vooral door haar toedeoen, eveneens zilver. In de Great North Run in september eindigde zij als derde in 1:08.10, gevolgd door een tweede plaats bij de halve marathon van New Delhi in oktober in 1:06.56, zes seconden achter de winnares, de Ethiopische Tsehay Gemechu.
Het jaar 2019 ging Jepkosgei half maart van start met een overwinning op de halve marathon van New York in 1:10.07, waarna zij eind april op de marathon van Londen als een van de hazen fungeerde. Vervolgens debuteerde zij zelf op de marathon in oktober bij de New York City Marathon, die zij winnend aflegde in een tijd van 2:22.38, de beste parcourstijd sinds 2003.

## Persoonlijke records
Baan
| Onderdeel | Prestatie | Datum        | Plaats   |
| --------- | --------- | ------------ | -------- |
| 5000 m    | 15.19,1   | 3 juli 2019  | Kasarani |
| 10.000 m  | 31.28,28  | 25 juni 2016 | Durban   |

Weg
| Onderdeel      | Prestatie                | Datum            | Plaats   |
| -------------- | ------------------------ | ---------------- | -------- |
| 5 km           | 14.32                    | 9 september 2017 | Praag    |
| 10 km          | 29.43 (ex-WR gem.)       | 9 september 2017 | Praag    |
| 15 km          | 45.37 (WR gem.)          | 1 april 2017     | Praag    |
| 20 km          | 1:01.25 (WR gem.)        | 1 april 2017     | Praag    |
| halve marathon | 1:04.51 (ex-WR gem.; NR) | 22 oktober 2017  | Valencia |
| marathon       | 2:17.43                  | 3 oktober 2021   | Londen   |

## Palmares

### 10.000 m
- 2016:  Keniaanse kamp. in Nairobi - 32.35,82
- 2016:  Afrikaanse kamp. in Durban - 31.28,28
- 2017:  Keniaanse kamp. in Nairobi - 32.47,0

### 10 km
- 2016:  Birell Grand Prix in Praag - 31.08
- 2016:  Ziwa Farmer's - 32.18
- 2017:  Birell Grand Prix in Praag - 29.43 (WR)

### 20 km
- 2016:  Marseille-Cassis Classic - 1:07.02

### halve marathon
- 2015: 5e halve marathon van Nairobi - 1:14.06
- 2016:  halve marathon van Nairobi - 1:09.09
- 2016:  halve marathon van Karlovy Vary - 1:09.07
- 2017:  halve marathon van Ras al-Khaimah - 1:06.08
- 2017:  halve marathon van Praag - 1:04.52 (WR)
- 2017:  halve marathon van Gifu - 1:07.44
- 2017:  halve marathon van Valencia - 1:04.51 (WR)
- 2018: 5e halve marathon van Ras al-Khaimah - 1:06.46
- 2018:  WK te Valencia - 1:06.54 ( in het landenklassement)
- 2018:  Great North Run - 1:08.10
- 2018:  halve marathon van New Delhi - 1:06.56
- 2019:  halve marathon van New York - 1:10.07

### marathon
- 2019:  New York City Marathon - 2:22.38
- 2020:  marathon van Valencia - 2:18.40
- 2021:  marathon van Londen - 2:17.43
- 2022:  marathon van Londen - 2:18.07
- 2023: 4e marathon van Chicago - 2:17.23
- 2023: 12e Boston Marathon - 2:24.44